# Soczewka cienka

Soczewka cienka – modelowa soczewka sferyczna o zaniedbywalnie małej grubości. Pojęcie soczewki cienkiej zostało wprowadzone w celu uproszczania wzorów opisujących bieg promieni w układach optycznych (np. w równaniu soczewki) w optyce geometrycznej. Dobrym przybliżeniem soczewki cienkiej jest soczewka, której grubość jest znacznie mniejsza od jej ogniskowej, a średnica jest znacznie mniejsza od promieni krzywizn soczewki, i dla której rozpatrywane są tylko promienie przyosiowe, tzn. biegnące blisko osi optycznej. 
Konstrukcja obrazów powstających w soczewce cienkiej jest dużo łatwiejsza niż w rzeczywistych soczewkach, a sam obraz pozbawiony jest aberracji (przede wszystkim sferycznej).